# Baeospora myriadophylla
Baeospora myriadophylla är en svampart som först beskrevs av Peck, och fick sitt nu gällande namn av Rolf Singer 1938. Enligt Catalogue of Life ingår Baeospora myriadophylla i släktet Baeospora,  och familjen Marasmiaceae, men enligt Dyntaxa är tillhörigheten istället släktet Baeospora,  och familjen Cyphellaceae. Arten är reproducerande i Sverige. Inga underarter finns listade i Catalogue of Life.